# Andrena viciae
Andrena viciae är en biart som beskrevs av Osamu Tadauchi och Xu 2000. Andrena viciae ingår i släktet sandbin, och familjen grävbin. Inga underarter finns listade i Catalogue of Life.